# Plinia longiacuminata
Plinia longiacuminata är en myrtenväxtart som beskrevs av Marcos Sobral. Plinia longiacuminata ingår i släktet Plinia och familjen myrtenväxter. Inga underarter finns listade i Catalogue of Life.